# 비탈리 룩스
비탈리 룩스(러시아어: Виталий Люкс, 1989년 2월 27일 ~ )는 키르기스스탄의 축구 선수로 포지션은 공격수이며 독일과 키르기스스탄 이중 국적을 보유하고 있다.

## 클럽 경력
현재까지 주로 독일의 하부리그팀에서 활동하며 프로 통산 192경기 63골을 기록하며 SpVgg 운터하힝의 2015-16 바바리안컵 준우승에 기여했고 2020년 튀르크스포르 노이울름에서 TuS 게레트슈트리트로 이적했다.

## 국가대표팀 경력
2015년 5월 2018년 FIFA 월드컵 아시아 지역 2차 예선 B조 4·5차전 경기를 앞두고 알렉산드르 크레스티닌 감독의 콜업을 받아 처음으로 키르기스스탄 국가대표팀 유니폼을 입은 뒤 방글라데시와의 5차전에서 국제 A매치 데뷔골을 신고하며 팀의 2-0 완승을 이끌었다.
이후 2019년 AFC 아시안컵을 통해 데뷔 후 처음으로 메이저 대회 본선에 출전하여 같은 처녀 출전팀인 필리핀과의 C조 최종전에서 해트트릭을 작성하며 메이저 대회 본선 첫 16강 진출의 일등공신이 되었다.

## 수상

### 클럽
SpVgg 운터하힝
- 바바리안컵 : 준우승 (2015-16)